# 熊本朝日放送
熊本朝日放送株式會社（日语：／ Kumamoto Asahi Hōsō */?），通稱熊本朝日放送，簡稱KAB，是日本的一家以熊本縣為放送地域的電視台。熊本朝日放送開播于1989年10月1日，是熊本縣的第四家民營電視台，也是朝日電視台聯播網ANN的成員，呼號為JOZI-DTV，遙控器號碼是5頻道。

## 資本構成
下表列出2015年3月31日時熊本朝日放送的主要股東:447：
| 資本金   | 發行股份總數 | 股東數 |
| -------- | ------------ | ------ |
| 10億日元 | 20,000股     | 35     |

| 股東           | 持股數  | 比例   |
| -------------- | ------- | ------ |
| 朝日電視控股   | 3,800股 | 19.00% |
| 電波新聞社     | 3,080股 | 15.40% |
| 朝日新聞社     | 2,990股 | 14.95% |
| 九州產交觀光   | 1,420股 | 07.10% |
| 富士媒體控股   | 1,000股 | 05.00% |
| 熊本日日新聞社 | 0,930股 | 04.65% |
| 熊本銀行       | 0,800股 | 04.00% |
| 肥後銀行       | 0,800股 | 04.00% |

## 歷史
1980年代，隨著郵政省提出全國民營電視四台化的政策，熊本縣在1984年獲得第四家民營電視台頻道分配，並吸引多達482家業者（其中有215家業者屬於朝日新聞集團）申請:38-39。1986年，郵政省委託熊本縣政府整合這些申請:39。在經過近兩年的整合之後，除了3家業者之外，其他業者同意整合為一家公司進行申請:40。在1988年10月5日舉辦的調整會議上，新電視台的名稱被定為「熊本朝日放送」:41。11月15日，熊本朝日放送獲得預備執照，並在一個月後的12月15日舉辦創立總會:41。翌年7月，熊本朝日放送遷入熊本市花畑町的科技廣場大樓，並在8月15日發射試驗電波:41。9月22日，熊本朝日放送獲得正式播出執照，並於次日開始試播:42。
1989年10月1日，熊本朝日放送正式開播，成為熊本縣第四家民營電視台。而熊本縣也成為首個人口不足200萬但開播四家民營電視台的縣:43。開播第二年，熊本朝日放送就發揮其朝日新聞社集團企業的優勢，轉播全國高等學校棒球錦標賽的熊本縣預選賽:44。1991年，熊本縣被颱風密瑞兒吹襲時，熊本朝日放送的部分轉播站受損，導致阿蘇、小國等轉播站一度停播:45。熊本朝日放送在J聯賽開播的1993年獲得了轉播權，轉播了橫濱飛翼的部分比賽:47。同年熊本朝日放送還邀請俄羅斯列寧格勒芭蕾舞團來熊本公演《天鵝湖》，是熊本縣首次國際芭蕾舞團公演:47。1996年，熊本朝日放送開設了官方網站:89。
2000年天草飛行場開業時，熊本朝日放送和愛媛朝日電視台進行了共同企劃，宣傳兩縣的魅力:54。為了開拓廣告以外收入，熊本朝日放送在2001年開設了住宅展示場，進入住宅業界:56。2006年，熊本朝日放送和韓國大田文化廣播簽訂姊妹台協議，亦是熊本朝日放送首個在外國的姊妹台:34。
1995年，熊本朝日放送開始計劃自有的公司總部大樓:20。1999年，熊本朝日放送在位於熊本市二本木的新總部修建預定地點進行考古調查，並發現了平安時代的官衙遺跡:21。2004年3月，熊本朝日放送開始修建新總部，由戶田建設施工，在翌年6月竣工:22。2005年10月1日，熊本朝日放送開始從新總部播出節目。當天熊本朝日放送播出了2小時的直播特別節目《站前TV》，慶祝遷入新總部:24。熊本朝日放送總部大樓共有3層，總樓面面積4,232.06平方公尺:21。
2004年之前，熊本朝日放送的全日、黃金時段（19時至22時）、晚間時段（19時至23時）的收視率都居熊本各台殿後或倒數第二位:89。但自2003年開始，熊本朝日放送的收視率穩定上升。2008年時，熊本朝日放送的全日、黃金時段、晚間時段收視率均排名第二位，23時至1時的收視率更排名第一位:89。
2006年12月1日，熊本朝日放送開始播出數位電視訊號。同樣在2006年，熊本朝日放送首次播出高畫質電視節目:67。數位電視在開播當年訊號覆蓋了熊本縣85.4%的地區，2008年增加到95.5%。2011年7月24日，熊本朝日放送停止播出類比電視訊號:19。

## 節目
在開播初期，熊本朝日放送在傍晚的自製帶狀地方新聞節目是《KAB 600 Station》。2019年開始，熊本朝日放送傍晚的自製帶狀地方新聞節目是《Kuma Power J》，在每週一至週五18時15分播出。1997年，熊本朝日放送製作了其首個直播常規節目《資訊直播電視 這裡是細谷》（情報生テレビ細谷です），節目時長30分:51。2002年至2005年，熊本朝日放送在週六上午播出自製資訊節目《花畑資訊咖啡》，開啟熊本朝日放送在週六上午播出自製資訊節目的傳統:58。現在熊本朝日放送在週六上午播出的自製資訊節目是《Kuma Power+》。
在1999年舉辦国民体育大会時，熊本朝日放送開創了「市民製作人」制度，邀請普通市民參與節目製作。由市民製作人製作的《故鄉資訊局》（ふるさと情報局）節目獲得過15%的高收視率:30。自1998年開始播出的《和寶寶一起!》是熊本朝日放送的長壽自製節目之一，在2008年迎來播出第500期時製作了特別節目:71

## 外部連結
- KAB熊本朝日放送 官方網站 （页面存档备份，存于）
- KAB熊本朝日放送的X（前Twitter）
- KAB熊本朝日放送的Facebook專頁
- 熊本朝日放送的Instagram帳戶
- YouTube上的KAB熊本朝日放送頻道